# Campeonato Africano de Voleibol Masculino de 2021
El Campeonato Africano Masculino de Voleibol de 2021 fue la 23 edición del torneo, organizado por la Confederación Africana de Voleibol (CAVB). Se llevó a cabo del 7 al 14 de septiembre de 2021 en Kigali, Ruanda. El campeón y el subcampeón clasificaron al Campeonato Mundial de Voleibol de 2022.

## Equipos participantes
| Grupo A            | Grupo B       | Grupo C  | Grupo D   |
| ------------------ | ------------- | -------- | --------- |
| Ruanda (Anfitrión) | Túnez         | Camerún  | Egipto    |
| Burkina Faso       | Nigeria       | RD Congo | Marruecos |
| Burundi            | Etiopía       | Malí     | Tanzania  |
| Uganda             | Sudán del Sur | Níger    | Kenia     |

## Fase de grupos

### Grupo A
| Equipo       | Partidos | Partidos | Partidos |      | Sets | Sets | Sets  | Puntos | Puntos | Puntos |
| Equipo       | PJ       | PG       | PP       | Pts. | SG   | SP   | Ratio | PG     | PP     | Ratio  |
| ------------ | -------- | -------- | -------- | ---- | ---- | ---- | ----- | ------ | ------ | ------ |
| Ruanda       | 3        | 3        | 0        | 8    | 9    | 2    | 4.500 | 259    | 181    | 1.431  |
| Uganda       | 3        | 2        | 1        | 7    | 8    | 4    | 2.000 | 261    | 234    | 1.115  |
| Burundi      | 3        | 1        | 2        | 3    | 3    | 7    | 0.429 | 196    | 237    | 0.827  |
| Burkina Faso | 3        | 0        | 3        | 0    | 2    | 9    | 0.222 | 211    | 275    | 0.767  |

| Fecha | Hora  | Partido      | Partido | Partido      | Res.  | Set 1 | Set 2 | Set 3 | Set 4 | Set 5 | Total  |
| ----- | ----- | ------------ | ------- | ------------ | ----- | ----- | ----- | ----- | ----- | ----- | ------ |
| 7.09  | 9:00  | Uganda       | –       | Burkina Faso | 3 – 1 | 25–15 | 25–18 | 26–28 | 25–13 |       | 101–74 |
| 7.09  | 18:00 | Ruanda       | –       | Burundi      | 3 – 0 | 25–15 | 25–19 | 25–12 |       |       | 75–46  |
| 9.09  | 14:00 | Burundi      | –       | Uganda       | 0 – 3 | 18–25 | 15–25 | 18–25 |       |       | 51–75  |
| 9.09  | 18:00 | Burkina Faso | –       | Ruanda       | 0 – 3 | 14–25 | 20–25 | 16–25 |       |       | 50–75  |
| 10.09 | 16:00 | Burkina Faso | –       | Burundi      | 1 – 3 | 26–24 | 20–25 | 21–25 | 20–25 |       | 87–99  |
| 10.09 | 18:00 | Ruanda       | –       | Uganda       | 3 – 2 | 25–15 | 21–25 | 23–25 | 25–11 | 15–9  | 109–85 |

### Grupo B
| Equipo        | Partidos | Partidos | Partidos |      | Sets | Sets | Sets  | Puntos | Puntos | Puntos |
| Equipo        | PJ       | PG       | PP       | Pts. | SG   | SP   | Ratio | PG     | PP     | Ratio  |
| ------------- | -------- | -------- | -------- | ---- | ---- | ---- | ----- | ------ | ------ | ------ |
| Túnez         | 3        | 3        | 0        | 9    | 9    | 0    | MAX   | 225    | 134    | 1.679  |
| Nigeria       | 3        | 2        | 1        | 6    | 6    | 4    | 1.500 | 236    | 218    | 1.083  |
| Etiopía       | 3        | 1        | 2        | 2    | 4    | 8    | 0.500 | 234    | 282    | 0.830  |
| Sudán del Sur | 3        | 0        | 3        | 1    | 2    | 9    | 0.222 | 197    | 258    | 0.764  |

| Fecha | Hora  | Partido       | Partido | Partido       | Res.  | Set 1 | Set 2 | Set 3 | Set 4 | Set 5 | Total   |
| ----- | ----- | ------------- | ------- | ------------- | ----- | ----- | ----- | ----- | ----- | ----- | ------- |
| 7.09  | 13:00 | Sudán del Sur | –       | Etiopía       | 2 – 3 | 25–23 | 20–25 | 25–20 | 21–25 | 9–15  | 100–108 |
| 7.09  | 20:00 | Nigeria       | –       | Túnez         | 0 – 3 | 15–25 | 21–25 | 18–25 |       |       | 54–75   |
| 8.09  | 12:00 | Túnez         | –       | Etiopía       | 3 – 0 | 25–13 | 25–14 | 25–16 |       |       | 75–43   |
| 8.09  | 14:00 | Nigeria       | –       | Sudán del Sur | 3 – 0 | 25–20 | 25–21 | 25–19 |       |       | 75–60   |
| 10.09 | 14:00 | Sudán del Sur | –       | Túnez         | 0 – 3 | 11–25 | 14–25 | 12–25 |       |       | 37–75   |
| 10.09 | 16:00 | Etiopía       | –       | Nigeria       | 1 – 3 | 20–25 | 12–25 | 34–32 | 17–25 |       | 83–107  |

### Grupo C
| Equipo   | Partidos | Partidos | Partidos |      | Sets | Sets | Sets  | Puntos | Puntos | Puntos |
| Equipo   | PJ       | PG       | PP       | Pts. | SG   | SP   | Ratio | PG     | PP     | Ratio  |
| -------- | -------- | -------- | -------- | ---- | ---- | ---- | ----- | ------ | ------ | ------ |
| Camerún  | 3        | 3        | 0        | 9    | 9    | 1    | 9.000 | 247    | 166    | 1.488  |
| RD Congo | 3        | 2        | 1        | 5    | 7    | 5    | 1.400 | 261    | 263    | 0.992  |
| Malí     | 3        | 1        | 2        | 2    | 3    | 8    | 0.375 | 215    | 264    | 0.814  |
| Níger    | 3        | 0        | 3        | 2    | 4    | 9    | 0.444 | 273    | 303    | 0.901  |

### Grupo D
| Equipo    | Partidos | Partidos | Partidos |      | Sets | Sets | Sets  | Puntos | Puntos | Puntos |
| Equipo    | PJ       | PG       | PP       | Pts. | SG   | SP   | Ratio | PG     | PP     | Ratio  |
| --------- | -------- | -------- | -------- | ---- | ---- | ---- | ----- | ------ | ------ | ------ |
| Egipto    | 3        | 2        | 1        | 7    | 8    | 4    | 2.000 | 276    | 185    | 1.492  |
| Marruecos | 3        | 2        | 1        | 6    | 7    | 4    | 1.750 | 252    | 182    | 1.385  |
| Kenia     | 3        | 2        | 1        | 5    | 7    | 5    | 1.400 | 262    | 198    | 1.323  |
| Tanzania  | 3        | 0        | 3        | 0    | 0    | 9    | 0.000 | 0      | 225    | 0.000  |

| Fecha | Hora  | Partido   | Partido | Partido   | Res.  | Set 1 | Set 2 | Set 3 | Set 4 | Set 5 | Total   |
| ----- | ----- | --------- | ------- | --------- | ----- | ----- | ----- | ----- | ----- | ----- | ------- |
| 8.09  | 18:00 | Marruecos | –       | Tanzania  | 3 – 0 | 25–0  | 25–0  | 25–0  |       |       | 75–0    |
| 8.09  | 20:00 | Kenia     | –       | Egipto    | 3 – 2 | 19–25 | 25–22 | 25–20 | 18–25 | 15–12 | 102–104 |
| 9.09  | 16:00 | Egipto    | –       | Tanzania  | 3 – 0 | 25–0  | 25–0  | 25–0  |       |       | 75–0    |
| 9.09  | 20:00 | Marruecos | –       | Kenia     | 3 – 1 | 19–25 | 25–22 | 25–17 | 25–21 |       | 94–85   |
| 10.09 | 12:00 | Kenia     | –       | Tanzania  | 3 – 0 | 25–0  | 25–0  | 25–0  |       |       | 75–0    |
| 10.09 | 20:00 | Egipto    | –       | Marruecos | 3 – 1 | 25–21 | 22–25 | 25–18 | 25–19 |       | 97–83   |

## Fase final

### Cuartos de final
| Fecha | Hora  | Partido | Partido | Partido   | Res.  | Set 1 | Set 2 | Set 3 | Set 4 | Set 5 | Total    |
| ----- | ----- | ------- | ------- | --------- | ----- | ----- | ----- | ----- | ----- | ----- | -------- |
| 11.09 | 11:00 | Camerún | –       | Nigeria   | 3 – 1 | 25–19 | 25–27 | 25–19 | 25–20 | -     | 100 – 85 |
| 11.09 | 13:00 | Túnez   | –       | RD Congo  | 3 – 0 | 25–22 | 25–17 | 25–21 | -     | -     | 75–60    |
| 11.09 | 15:00 | Egipto  | –       | Uganda    | 3 – 1 | 28–30 | 25–18 | 25–16 | 25–21 | -     | 103–85   |
| 11.09 | 17:00 | Ruanda  | –       | Marruecos | 0 – 3 | 17–25 | 23–25 | 17–25 | -     | -     | 57–75    |

### Semifinales 5º-8º lugar
| Fecha | Hora  | Partido | Partido | Partido  | Res.  | Set 1 | Set 2 | Set 3 | Set 4 | Set 5 | Total |
| ----- | ----- | ------- | ------- | -------- | ----- | ----- | ----- | ----- | ----- | ----- | ----- |
| 13.09 | 14:00 | Uganda  | –       | RD Congo | 3 – 1 | 23–25 | 25–21 | 25–23 | 25–19 | -     | 98–88 |
| 13.09 | 16:00 | Ruanda  | –       | Nigeria  | 3 – 0 | 25–17 | 25–22 | 25–17 | -     | -     | 75–56 |

### Semifinales
| Fecha | Hora  | Partido   | Partido | Partido | Res.  | Set 1 | Set 2 | Set 3 | Set 4 | Set 5 | Total   |
| ----- | ----- | --------- | ------- | ------- | ----- | ----- | ----- | ----- | ----- | ----- | ------- |
| 13.09 | 14:00 | Marruecos | –       | Camerún | 2 – 3 | 25–15 | 22–25 | 25–21 | 17–25 | 13–15 | 102–101 |
| 13.09 | 16:00 | Egipto    | –       | Túnez   | 1 – 3 | 19–25 | 25–16 | 14–25 | 21–25 | -     | 79–91   |

### Séptimo lugar
| Fecha | Hora | Partido | Partido | Partido  | Res.  | Set 1 | Set 2 | Set 3 | Set 4 | Set 5 | Total |
| ----- | ---- | ------- | ------- | -------- | ----- | ----- | ----- | ----- | ----- | ----- | ----- |
| 14.09 | 9:30 | Nigeria | –       | RD Congo | 3 – 0 | 25–10 | 25–20 | 25–22 | -     | -     | 75–52 |

### Quinto lugar
| Fecha | Hora  | Partido | Partido | Partido | Res.  | Set 1 | Set 2 | Set 3 | Set 4 | Set 5 | Total |
| ----- | ----- | ------- | ------- | ------- | ----- | ----- | ----- | ----- | ----- | ----- | ----- |
| 14.09 | 11:30 | Ruanda  | –       | Uganda  | 1 – 3 | 25–21 | 23–25 | 20–25 | 13–25 | -     | 81–96 |

### Tercer lugar
| Fecha | Hora  | Partido   | Partido | Partido | Res.  | Set 1 | Set 2 | Set 3 | Set 4 | Set 5 | Total  |
| ----- | ----- | --------- | ------- | ------- | ----- | ----- | ----- | ----- | ----- | ----- | ------ |
| 14.09 | 15:00 | Marruecos | –       | Egipto  | 1 – 3 | 25–23 | 26–28 | 21–25 | 18–25 | -     | 90–101 |

### Final
| Fecha | Hora  | Partido | Partido | Partido | Res.  | Set 1 | Set 2 | Set 3 | Set 4 | Set 5 | Total |
| ----- | ----- | ------- | ------- | ------- | ----- | ----- | ----- | ----- | ----- | ----- | ----- |
| 14.09 | 18:00 | Camerún | –       | Túnez   | 1 – 3 | 25–16 | 21–25 | 21–25 | 16–25 | -     | 83–91 |

## Partidos de consolación

### Cuartos de final 9º-16º lugar
| Fecha | Hora  | Partido | Partido | Partido       | Res.  | Set 1 | Set 2 | Set 3 | Set 4 | Set 5 | Total   |
| ----- | ----- | ------- | ------- | ------------- | ----- | ----- | ----- | ----- | ----- | ----- | ------- |
| 11.09 | 10:00 | Burundi | –       | Tanzania      | 3 – 0 | 25–0  | 25–0  | 25–0  | -     | -     | 75–0    |
| 11.09 | 12:00 | Kenia   | –       | Burkina Faso  | 3 – 0 | 25–22 | 25–13 | 25–21 | -     | -     | 75–56   |
| 11.09 | 14:00 | Etiopía | –       | Níger         | 1 – 3 | 23–25 | 25–18 | 20–25 | 19–25 | -     | 87–93   |
| 11.09 | 16:00 | Malí    | –       | Sudán del Sur | 3 – 2 | 22–25 | 25–22 | 22–25 | 25–19 | 15–10 | 109–101 |

### Semifinales 13º-16º lugar
| Fecha | Hora  | Partido      | Partido | Partido       | Res.  | Set 1 | Set 2 | Set 3 | Set 4 | Set 5 | Total  |
| ----- | ----- | ------------ | ------- | ------------- | ----- | ----- | ----- | ----- | ----- | ----- | ------ |
| 13.09 | 10:00 | Tanzania     | –       | Sudán del Sur | 0 – 3 | 0–25  | 0–25  | 0–25  | -     | -     | 0–75   |
| 13.09 | 18:00 | Burkina Faso | –       | Etiopía       | 3 – 1 | 25–19 | 25–18 | 25–27 | 25–21 | -     | 100–85 |

### Semifinales 9º-12º lugar
| Fecha | Hora  | Partido | Partido | Partido | Res.  | Set 1 | Set 2 | Set 3 | Set 4 | Set 5 | Total |
| ----- | ----- | ------- | ------- | ------- | ----- | ----- | ----- | ----- | ----- | ----- | ----- |
| 13.09 | 12:00 | Burundi | –       | Malí    | 1 – 3 | 18–25 | 21–25 | 25–16 | 16–25 | -     | 80–91 |
| 13.09 | 20:00 | Kenia   | –       | Níger   | 3 – 1 | 25–15 | 24–26 | 25–12 | 25–18 | -     | 99–71 |

### 15º lugar
| Fecha | Hora | Partido  | Partido | Partido | Res.  | Set 1 | Set 2 | Set 3 | Set 4 | Set 5 | Total |
| ----- | ---- | -------- | ------- | ------- | ----- | ----- | ----- | ----- | ----- | ----- | ----- |
| 14.09 | 9:00 | Tanzania | –       | Etiopía | 0 – 3 | 0–25  | 0–25  | 0–25  | -     | -     | 0–75  |

### 13.erlugar
| Fecha | Hora  | Partido       | Partido | Partido      | Res.  | Set 1 | Set 2 | Set 3 | Set 4 | Set 5 | Total   |
| ----- | ----- | ------------- | ------- | ------------ | ----- | ----- | ----- | ----- | ----- | ----- | ------- |
| 14.09 | 11:00 | Sudán del Sur | –       | Burkina Faso | 2 – 3 | 25–22 | 25–23 | 19–25 | 24–26 | 9–15  | 102–111 |

### 11º lugar
| Fecha | Hora  | Partido | Partido | Partido | Res.  | Set 1 | Set 2 | Set 3 | Set 4 | Set 5 | Total |
| ----- | ----- | ------- | ------- | ------- | ----- | ----- | ----- | ----- | ----- | ----- | ----- |
| 14.09 | 13:00 | Burundi | –       | Níger   | 3 – 1 | 15–25 | 25–23 | 25–22 | 25–21 | 90–91 |       |

### 9º lugar
| Fecha | Hora  | Partido | Partido | Partido | Res.  | Set 1 | Set 2 | Set 3 | Set 4 | Set 5 | Total |
| ----- | ----- | ------- | ------- | ------- | ----- | ----- | ----- | ----- | ----- | ----- | ----- |
| 14.09 | 15:00 | Malí    | –       | Kenia   | 0 – 3 | 21–25 | 21–25 | 16–25 | -     | -     | 58–75 |

## Clasificación general
| 1. Túnez CM       |
| 2. Camerún CM     |
| 3. Egipto         |
| 4. Marruecos      |
| 5. Uganda         |
| 6. Ruanda         |
| 7. Nigeria        |
| 8. RD Congo       |
| 9. Kenia          |
| 10. Malí          |
| 11. Burundi       |
| 12. Níger         |
| 13. Burkina Faso  |
| 14. Sudán del Sur |
| 15. Etiopía       |
| 16. Tanzania      |